# アンソニー・ヴァン・ダイク
アンソニー・ヴァン・ダイク（英: Anthony van Dyck、1599年3月22日 - 1641年12月9日）は、バロック期のフランドル出身の画家。上品でくつろいだ雰囲気で描かれたチャールズ1世をはじめ、イングランドの上流階級を描いた肖像画でよく知られている画家だが、肖像画以外にも歴史画、宗教画、神話画などにも優れた才能を見せており、水彩画やエッチングの分野においても大きな革新をもたらした重要な芸術家とみなされている。
イタリアでも活動したヴァン・ダイクの作風には、師のルーベンスのほか、イタリア人画家ティツィアーノらヴェネツィア派の画家の軽妙な筆致と華麗な色彩の影響が見られる。ヴァン・ダイクは1627年にイタリアからいったん帰国後、1632年にはイングランドに渡り、イングランド国王チャールズ1世の主席宮廷画家として活躍した。イングランドは美術の面では長らく不毛の地であり、生粋のイングランド人による絵画の展開は18世紀のホガースの登場を待たねばならなかった。それ以前のイングランド絵画史はホルバイン、ヴァン・ダイクなどの外国人画家が席巻しており、なかでもヴァン・ダイクの華麗な肖像画は、その死後も150年以上にわたってイングランド絵画に大きな影響を与え続けた。

## 生涯と作品

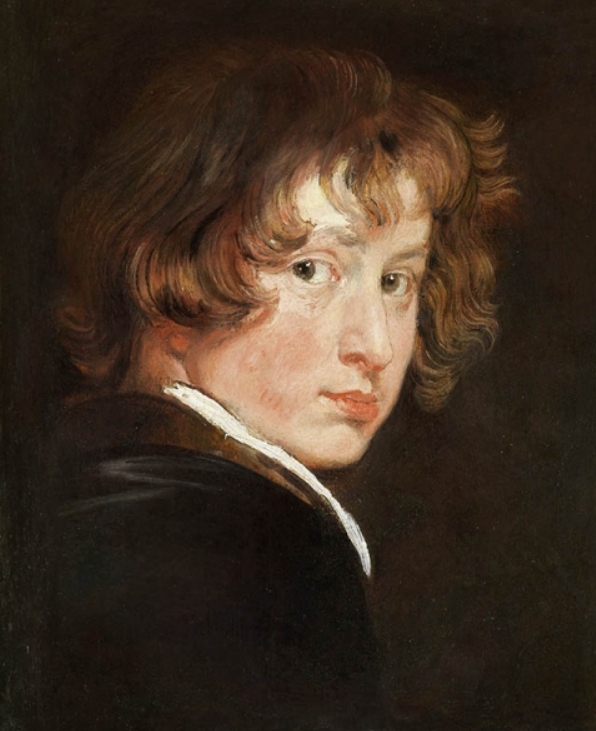
『自画像』（1613年 - 1614年）
ウィーン美術アカデミー

### 修行時代
ヴァン・ダイクは、1599年にアントウェルペンの裕福な家庭に生まれた。幼少のころから優れた芸術の才能を見せ、1609年までにアントウェルペンの画家ヘンドリック・ファン・バーレンのもとで絵画を学び始めている。1615年ごろには画家として独り立ちし、年少の友人ヤン・ブリューゲル (子)とともに工房を構えた。15歳ごろに描いた自画像に見られるように、若くしてすでに卓越した技術を身につけた芸術家だった。
ヴァン・ダイクは、1618年2月には独り立ちしたマスターとしてアントウェルペンの芸術家ギルド聖ルカ組合への入会を許されている。そして、その後数年で、当時アントウェルペンのみならず北ヨーロッパ全域で高い評価を得ていた芸術家ピーテル・パウル・ルーベンスの筆頭助手となった。この時期のルーベンスは自身の大規模な工房だけでなく、他の芸術家が経営する工房とも多くの絵画制作補助契約を結んでいた。ルーベンスが年若いヴァン・ダイクに与えた影響は途方もなく大きなものだったが、ルーベンスの方も19歳のヴァン・ダイクのことを「もっとも優れた弟子である」と評価している。ルーベンスとヴァン・ダイクの関係がいつどのように始まったかははっきりしていない。ヴァン・ダイクの最初期の作品にヘンドリク・ファン・バーレンの影響がほとんど見られないことから、1613年ごろからルーベンスの弟子になっていたのではないかという推測もあるが、この仮説を裏付ける証拠は存在しない。ルーベンスは1620年にアントウェルペンのイエズス会教会の天井画を制作する大きな契約を結び、ヴァン・ダイクもルーベンスのデザインにしたがって絵画を描く芸術家の一人として参加している。その後、諸外国で活動し国際的な評価を得ていたルーベンスは定期的にアントウェルペンに戻っていたが、アントウェルペンでのルーベンスの名声は何故か徐々に弱まってきており、ヴァン・ダイクも師のルーベンスと同様に画家としてのキャリアのほとんどを外国で送ることとなった。

### イタリア時代
1620年にヴァン・ダイクはバッキンガム公ジョージ・ヴィリアーズの勧めでイングランドへと渡り、100ポンドの報酬でイングランド王ジェームズ1世のために最初の作品を描いた。このときのイングランド滞在で、第21代アランデル伯爵トマス・ハワードがロンドンに所有していたイタリアルネサンスの巨匠ティツィアーノの絵画を目にしている。ティツィアーノの色彩感覚と優れた立体表現技法はヴァン・ダイクの作品における転換点となり、それまでルーベンスから学んでいた絵画技法とを融合させることによって、ヴァン・ダイクの絵画技術に新たな境地をもたらした。

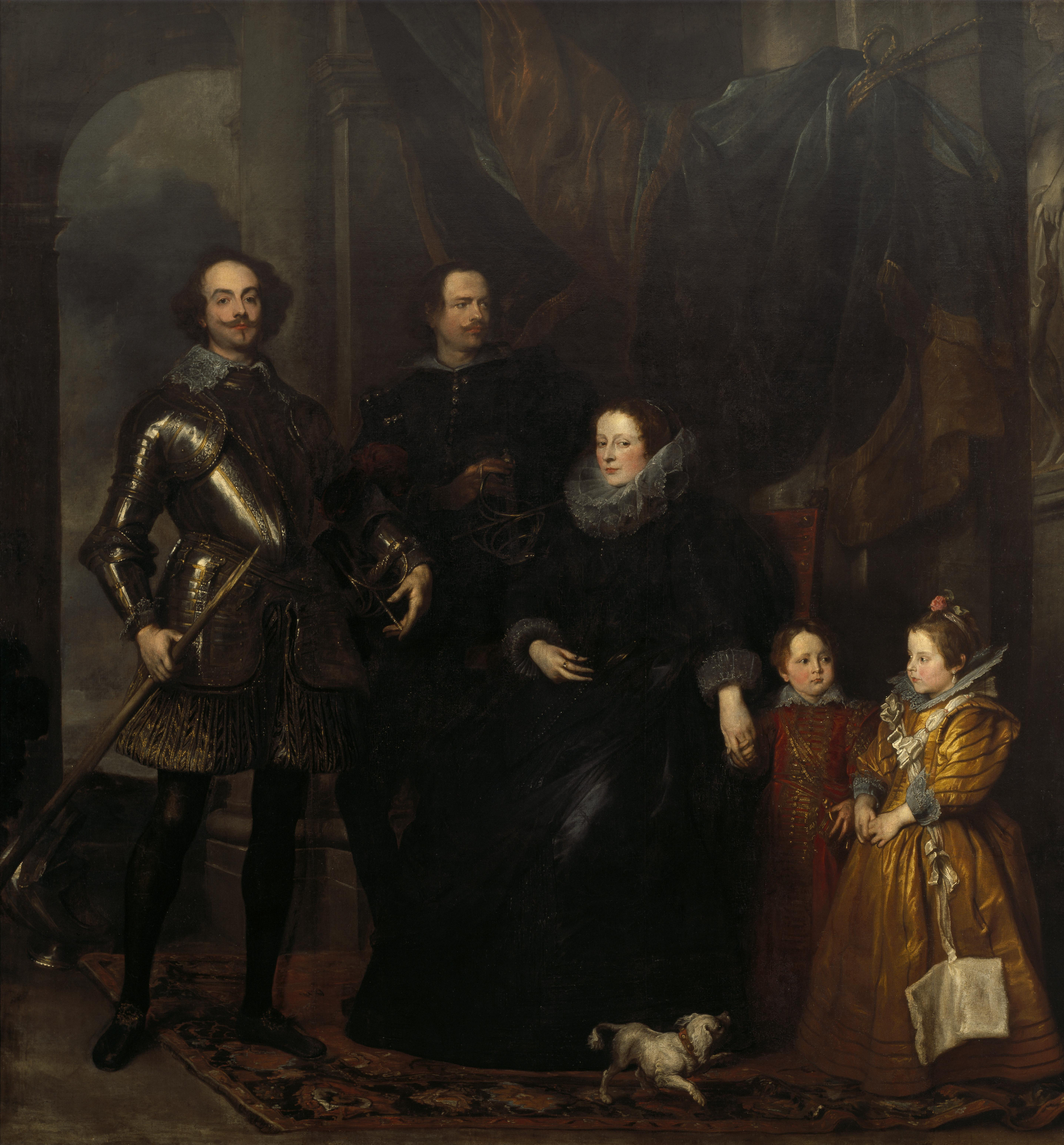
『ロメリーニ家の肖像』（1626年 - 1627年）
スコットランド国立美術館

ヴァン・ダイクはイングランドで4ヶ月を過ごした後にフランドルへと戻ったが、1621年の終わりにはイタリアへと居を移した。6年の間イタリア人巨匠たちの作品を研究し、優れた肖像画家としての名声を確立し始める。当時のヴァン・ダイクは当時のローマにたむろしていた、どちらかといえば迷惑がられていた奔放な北方の画家たちとは一線を画し、自身が重要な人物であることを自ら主張するかのような言動をとっていた。イタリア人芸術家ジョヴァンニ・ピエトロ・ベッローリ (en:Gian Pietro Bellori) はヴァン・ダイクのことを「古代ローマの画家ゼウクシス (Xeuxis) を髣髴とさせる華やかな男で、その態度は非常に紳士的であり、いつも豪奢な衣装を身にまとっていた。ルーベンスを通じて、その取り巻きだった貴族階級の人々の暮らしが身についていたのだろう。気性も陽気で、気品ある言動をとるように留意していた。身に着ける衣服は絹服が多く、羽根やブローチで飾られた帽子を着用して胸元には金鎖をあしらっており、いつも召使いをつれていた」と記録している。
ヴァン・ダイクは活動の拠点をジェノヴァにおいていたが、イタリア中を旅し、パレルモやシチリアのように数回訪れた場所もある。最後の隆盛を見せていた当時のジェノヴァ貴族のために等身大の肖像画を描いているが、この時期の作品にはヴェロネーゼ、ティツィアーノ、そしてルーベンスの影響が残っており、観るものを見下すかのような尊大な表現の優美な肖像画となっている。1627年にアントウェルペンへと戻り、5年の間フランドルの人々の肖像画を洗練された優美な作風で描いた。ブリュッセルの市議会会議室に飾るために議員24名の等身大集団肖像画も描いているが、この作品は1695年に失われてしまっている。ヴァン・ダイクはパトロンたちから非常に魅力的な人物であると見なされており、師のルーベンスと同じように貴族階級と宮廷人の双方から受け入れられ、このことがより多くの絵画制作注文につながった。そして1630年になるころには、当時フランドルを統治していたハプスブルク家の大公妃イサベル・クララ・エウヘニアの宮廷画家に任命されている。この時期のヴァン・ダイクは肖像画だけではなく、大規模な祭壇画など多くの宗教画を描いているほか、銅版画も手がけ始めた。

### ロンドン時代

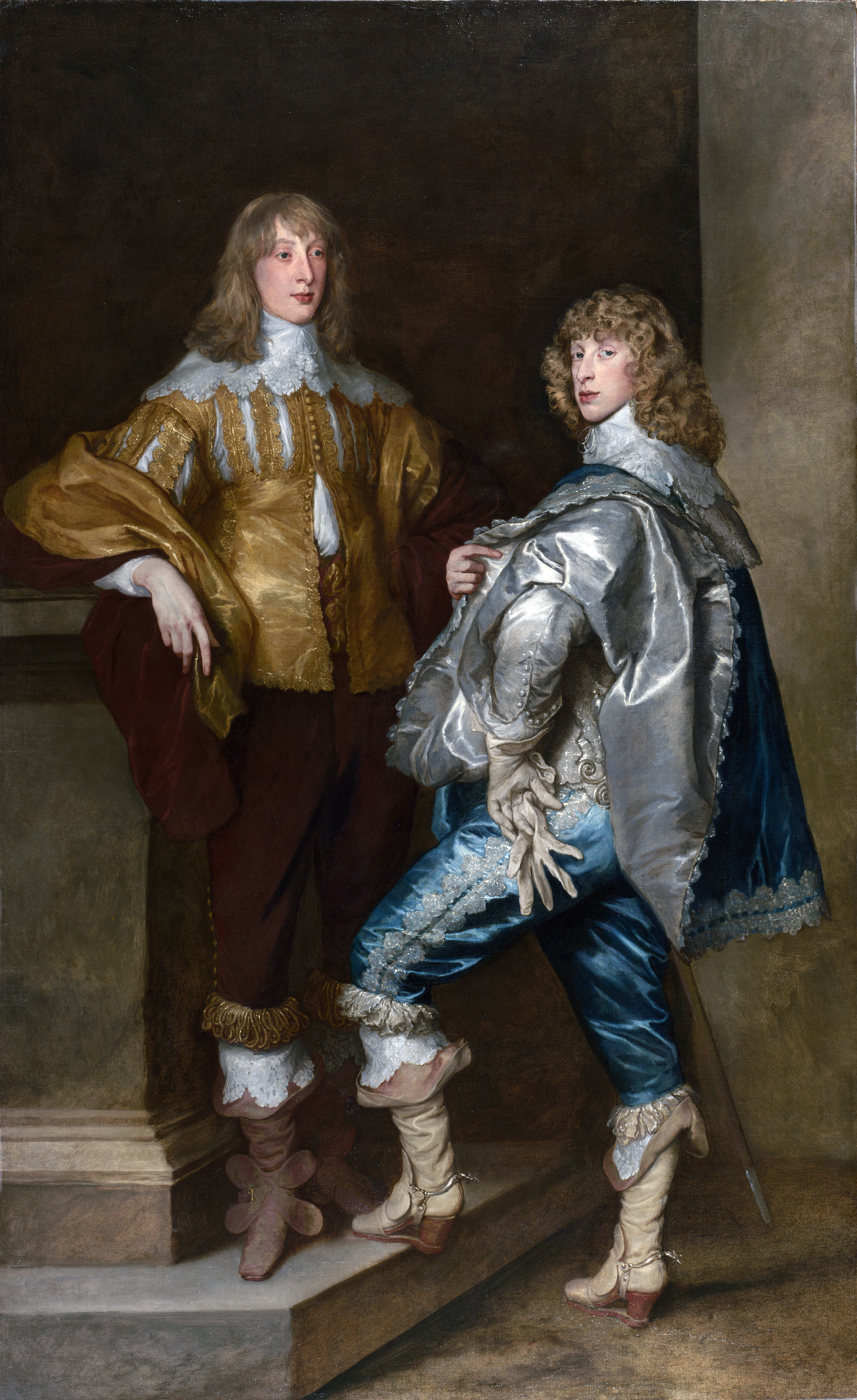
『ジョン・ステュアート卿と弟バーナード・ステュアート卿の肖像』（1638年ごろ）
ナショナル・ギャラリー

イングランド王チャールズ1世はイギリスの歴代君主のなかでも特に芸術に興味を示し、美術品を収集した人物であり、美術品は自身の威厳を増大することに寄与すると考えていた国王だった。1628年にチャールズ1世はマントヴァ公カルロ1世が売却を余儀なくされた優れた美術コレクションを購入したほか、1625年に戴冠して以来、諸外国の著名な画家たちをイングランドへと招聘しようと試みている。1626年にイタリア人画家オラツィオ・ジェンティレスキをイングランドへ招くことに成功し、のちにオラツィオの娘で同じく画家だったアルテミジア・ジェンティレスキもイングランドに迎え入れた。ルーベンスもチャールズ1世がイングランドへ招きたいと熱望していた画家で、1630年に外交官としてイングランドを訪れたルーベンスに絵画制作を依頼した。その後にもチャールズ1世はさらにルーベンスの作品をアントウェルペンから輸入し、購入している。ルーベンスは9ヶ月間イングランドに滞在し、チャールズ1世から歓待されてナイトの称号まで授与されている。当時のイングランド宮廷肖像画家だったダニエル・マイテンスは、あまり優れているとはいえないフランドル人の画家だった。チャールズ1世は背が低く（5フィート以下だったといわれる）、チャールズ1世の肖像画を描く画家にとって、力強く威厳に満ちた君主として描き出すためには相当な技量が必要だった。
ヴァン・ダイクは1620年以来イングランド宮廷との関係が続いており、チャールズ1世の絵画収集代理人の手助けを務めることもあった。自身の作品をチャールズ1世へ譲渡することもあり、それらの作品の中にはチャールズ1世の代理人とともに描いた自画像（1623年）、タッソの恋愛叙情詩『解放されたエルサレム』に題材をとった神話の登場人物リナルドとアルミーダを描いた絵画（1629年、ボルチモア美術館）、王妃の依頼で描いた宗教画などがあった。また、ヴァン・ダイクは1632年にチャールズ1世の姉のボヘミア王妃エリザベス・ステュアートの肖像画を亡命先のデン・ハーグで描いている。1632年4月にヴァン・ダイクはロンドンを再訪し、間もなく宮廷に迎え入れられて、7月にはナイト爵と「サー」の称号、200ポンドの年金、主席宮廷画家の地位を授与された。さらにヴァン・ダイクが描く絵画は高値で買い上げられており、チャールズ1世は5年の間年金を支払う必要がなかったほどで、以降もヴァン・ダイクが描く絵画の価格が下落することはなかった。ロンドン中心部のブラックフライアーズに邸宅兼工房を与えられ、この場所がシティ・オブ・ロンドンのちょうど外側だったために、シティの芸術家ギルドが独占していた絵画専売権の影響を受けることもなかった。そのほか、王族以外使用禁止だったエルサム宮殿 (en:Eltham Palace) の続き部屋も静養所としてヴァン・ダイクに提供されている。ブラックフライアーズの工房には国王夫妻がよく訪れ、後に国王夫妻専用の道路が敷設されるほどだった。ヴァン・ダイクが存命中にこのような厚遇を受けた画家は他に存在しなかった。

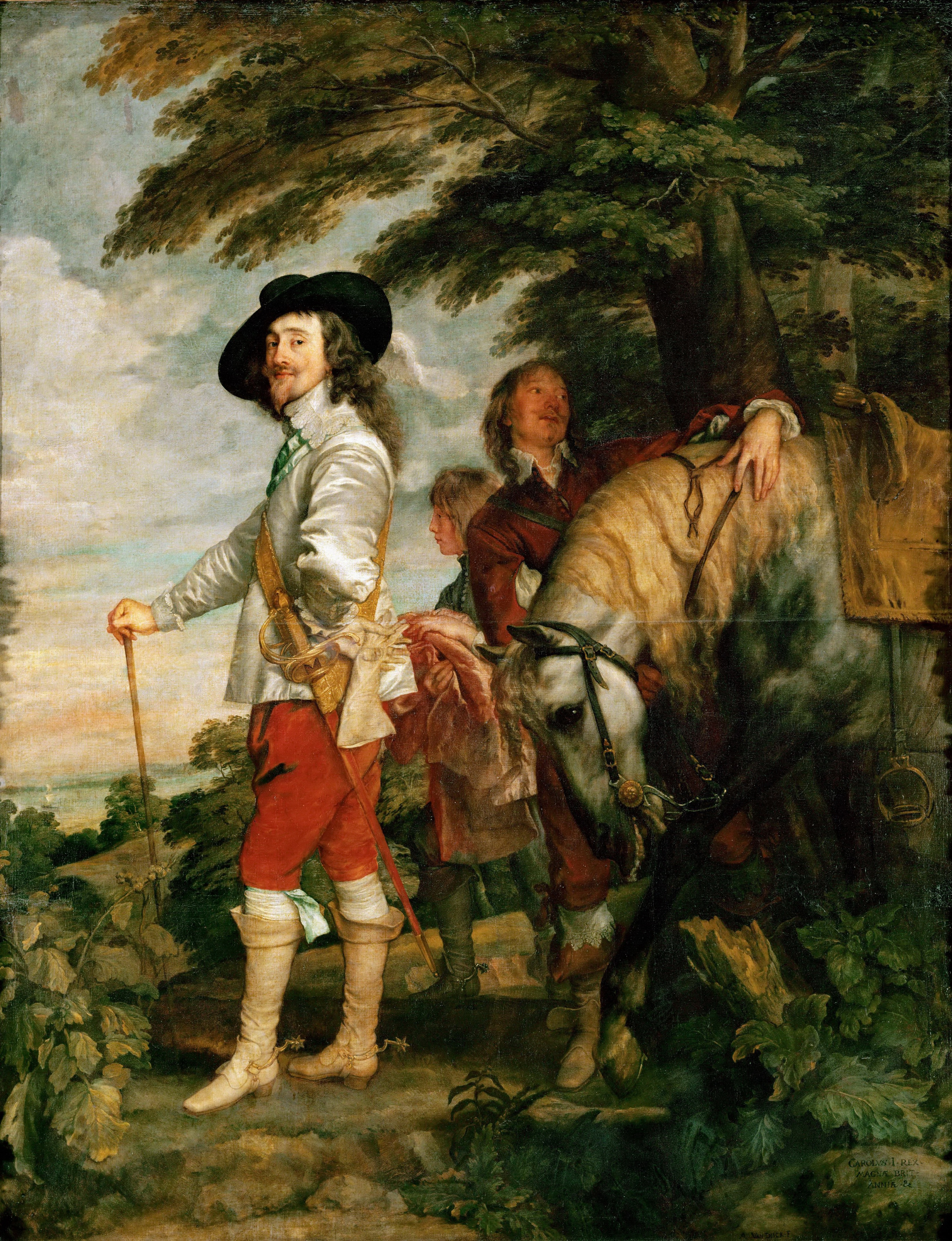
『狩猟場のチャールズ1世』（1635年ごろ）
ルーヴル美術館

ヴァン・ダイクはイングランドで大きな成功を収め、国王チャールズ1世、王妃ヘンリエッタ、王子、王女たちの肖像画を次々に描いた。肖像画の多くには複数のヴァージョンがあり、諸外国との外交儀礼用の贈答品や、次第に議会と軋轢を深めていく国王の支持者たちへの下賜品として使用されている。ヴァン・ダイクはチャールズ1世の肖像画40点程度、ヘンリエッタの肖像画30点程度、ストラフォード伯爵トマス・ウェントワースの肖像画9点、その他の宮廷人の肖像画も多数描いたと考えられている。自画像、さらには自身の愛人マーガレット・レモンの肖像画も描いた。ヴァン・ダイクは権力者の権威や威光などの描写は控えめにして、くつろいだ雰囲気で優雅さと気楽さとが入り混じった表現で肖像画を描いた。このようなヴァン・ダイクの絵画表現は18世紀の終わりになるまで、イングランドの肖像画に多大な影響を与え続けることになる。肖像画の背景には豊かな自然の風景画が描かれていることも多い。ロイヤル・コレクションが所蔵する騎乗するチャールズ1世を描いた『チャールズ1世騎馬像』（1637年 - 1638年ごろ）は、ティツィアーノの傑作『カール5世騎馬像』（1548年）を下敷きにした名作だが、チャールズ1世の肖像画でより印象的な作品は、ルーヴル美術館が所蔵する馬から降りたチャールズ1世を描いた『狩猟場のチャールズ1世』（1635年ごろ）である。「意図的にくつろいだ構成がとられており、一見するとイングランド国王ではなく田園地帯を散策している田舎の紳士に見えるかもしれない。しかし疑いようもなくチャールズ1世は天性の統治者としての完璧な威厳に満ちた表現で描かれている」と評価されている。
ヴァン・ダイクの肖像画に描かれたイングランド上流階級の人物の多くは国王に忠誠を誓う伝統的な騎士党風のスタイル、衣装で描かれているが、実際にはヴァン・ダイクの主要な貴族階級のパトロンたち、例えば第4代ベッドフォード伯爵フランシス・ラッセル、第10代ノーサンバランド伯アルジャーノン・パーシー、第4代ペンブルック伯フィリップ・ハーバートなど、ヴァン・ダイクの死後に勃発した清教徒革命（イングランド内戦）でチャールズ1世に敵対する円頂党となった人々も多い。

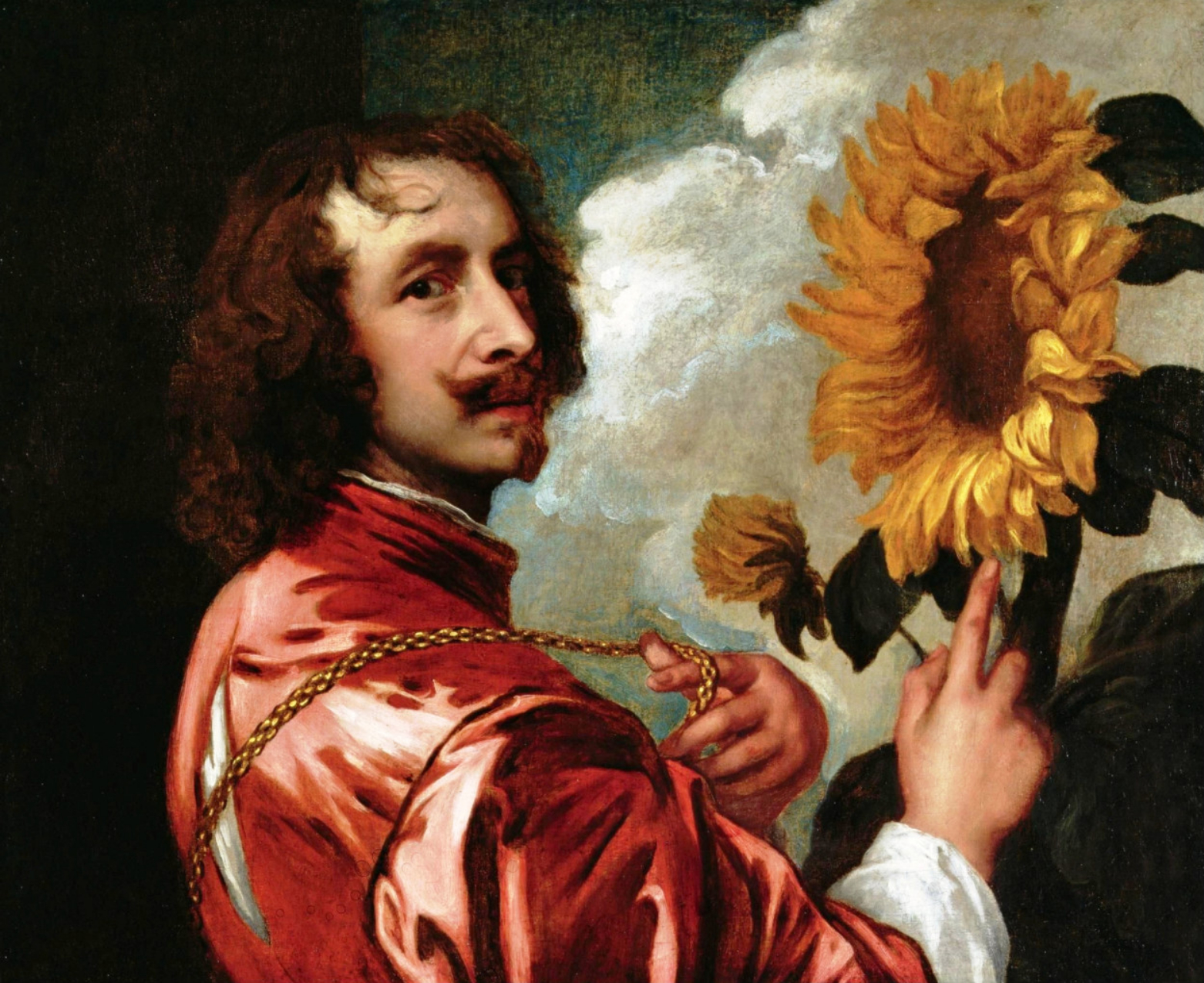
『向日葵のある自画像』（1633年以降）個人蔵
描かれている肩に掛けた金飾りはイングランド国王チャールズ1世が1633年にヴァン・ダイクに授与したものである。向日葵はおそらく国王あるいは王室を意味していると考えられている

イングランドではヴァン・ダイクは外国人だったが事実上イングランド国民同然であり、1638年にはスコットランド貴族でルースヴェン卿の称号を持っていたこともあるパトリック・ルースヴェンの娘メアリと結婚した。メアリは1639年から1640年まで王妃付き女官に任命されており、これはチャールズ1世がヴァン・ダイクをイングランドに引き留めておくための対策だったと考えられている。ヴァン・ダイクは1634年のほとんどの時期をイングランドを離れてアントウェルペンに在住しており、イングランド内戦勃発間際の1640年から1641年には数ヶ月間フランドルとフランスで過ごしている。1640年にはフランスでの投獄から解放されたばかりのポーランド王弟ヤン・カジミェシュと行動をともにしており、ヴァン・ダイクが描いたヤン・カジミェシュの肖像画も現存している。ヴァン・ダイクは1641年の夏に再びイングランドを離れ、滞在先のパリで重病を患って急遽ロンドンへと戻されたが、間もなくブラックフライアーズの自宅で息を引き取った。未亡人となったメアリはのちに準男爵リチャード・プライズと再婚している。ヴァン・ダイクはメアリと愛人との双方に娘をもうけており、死去したときメアリとの間に生まれた娘はわずか生後10日だった。どちらの娘も養子に出され、最終的には二人ともフランドルでその生涯を閉じている。
ヴァン・ダイクはロンドン大火で焼失する以前の旧セント・ポール大聖堂に埋葬され、チャールズ1世がその墓碑銘を設置した。

## 作品

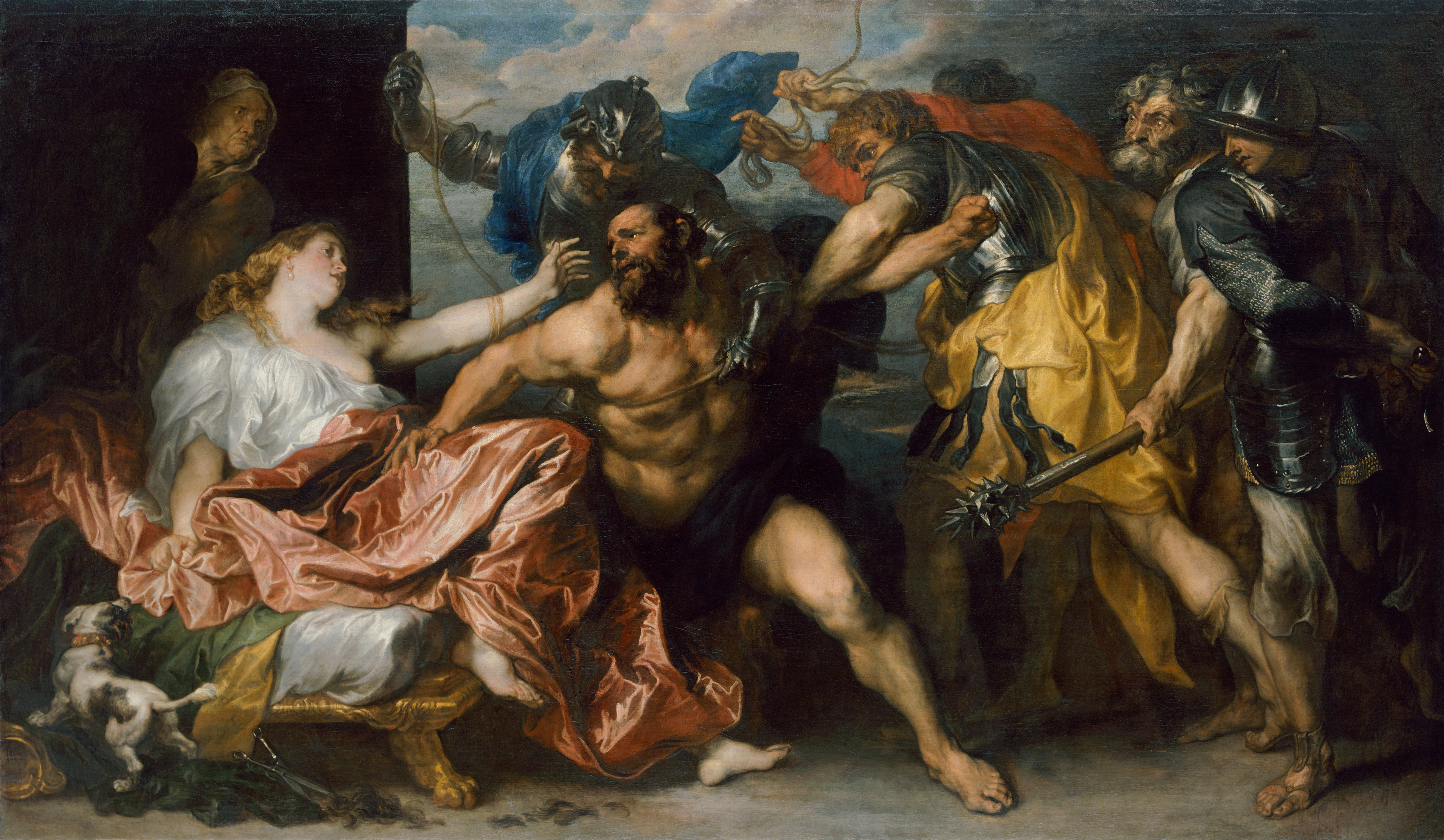
『サムソンとデリラ』（1630年ごろ）
美術史美術館
ルーベンスの作風で描かれた歴史画の労作。色彩技法にはティツィアーノの影響が見られる

数点のホルバインの作品を例外として、ヴァン・ダイクと同じ生年のベラスケスの二人こそが、最初期の宮廷肖像画家として卓越した才能を見せた画家である。当時この二人よりもやや年少のレンブラントも、市井の肖像画家としての活動を始めていた。当時の絵画ジャンルの上下関係 (en:Hierarchy of genres) によれば、肖像画は歴史画（宗教的主題も含む）よりも劣ったジャンルであるという位置づけで、著名な画家が肖像画を描くことは比較的少なかった。ルーベンスは画家としてのキャリアのほとんどをヨーロッパ諸国の宮廷で送った画家ではあるが、その肖像画の多くは王族、諸侯、宮廷人たちではなく身近な人々を描いた作品だった。

『王妃ヘンリエッタ・マリアと小人ジェフリー・ハドソン卿の肖像』（1633年）
ナショナル・ギャラリー・オブ・アート

様々な要因が重なって、17世紀では他の絵画ジャンルに比べて肖像画への需要が増大した。ヴァン・ダイクはホワイトホール宮殿のバンケティング・ハウスにガーター騎士団の歴史を扱った大規模な装飾画を描かせてくれるよう、チャールズ1世に請願を出している。このバンケティング・ハウスにはルーベンスが装飾画を担当した天井画が存在していた。
このときヴァン・ダイクが計画していた絵画の下絵が壁一面分だけ現存している。しかし1638年にチャールズ1世の経済状況が悪化し、計画の継続が不可能となってしまった。ベラスケスはこのような問題に直面したことはなく、ヴァン・ダイクも自身の日常生活ではベラスケスと同様に宮廷からの絵画制作依頼をこなすだけで経済的には充足していた。バンケティング・ハウスの内部装飾を果たせなかったヴァン・ダイクは、最晩年にパリを訪れたときにルーブル王宮の回廊（Grande Gallerie）の装飾画を描かせて欲しいと依頼したが、これもバンケティング・ハウスの計画と同じく叶うことはなかった。
同時代の宮廷人ケネルム ディグビィ (en:Kenelm Digby) の資料をまとめた、ベッローリによるヴァン・ダイクがイングランドで描いた歴史画のリストが残っている。しかしながら、このリストにあげられた作品は、チャールズ1世の依頼で描かれた現在ロイヤル・コレクションが所蔵する『キューピッドとプシュケ』を除いて行方も所在も分かっていない。宗教画は比較的多く残っておりいずれも優れた作品ではあるが、ベラスケスが描いた同じジャンルの作品と比べると出来はやや劣っている。ヴァン・ダイクが描いた渡英前の最初期の歴史画は師のルーベンスの作風に酷似しているが、シチリア在住時代に描いた歴史画はヴァン・ダイク独自の作風となっている。
ヴァン・ダイクの肖像画はベラスケスの肖像画よりも間違いなく評価が高かった。のちにハノーファー選帝侯妃となるゾフィー・フォン・デア・プファルツは、1641年に亡命中のイングランド王妃ヘンリエッタ・マリアとオランダで面会している。ゾフィーはこのときの印象を「ヴァン・ダイクが描いた素晴らしい肖像画を通じて、私はイングランドの女性は美しい方ばかりだと思い込んでいました。しかしながら驚いたことに、肖像画であれほど美しかったイングランド王妃は実際にお会いしてみると、小柄でひょろ長い痩せた腕をした出っ歯の女性でした･･･」と書き残している。研究者のなかには対象を美化して描いたヴァン・ダイクの作品が、ウィリアム・ドブソン (William Dobson)、ロバート・ウォーカー (Robert Walker)、アイザック・フラーら、伝統的なイングランドの肖像画を描くことができたであろう当時の芸術家の方向性を誤らせ、ピーター・レリーやゴドフリー・ネラーたちのような、ヴァン・ダイクに続く画家たちの作品を、上品なだけで精彩に欠けるものにおとしめたとして非難するものもいる。「別の国からやってきたヴァン・ダイクは新しい肖像画をもたらした。そしてそれ以来、イングランドは芸術の「傍流」でのみ世界に誇ることができる作品を生み出すことができた」
ヴァン・ダイクがドローイングや水彩を用いてイングランドで描いた風景画もわずかながら残っており、フランドルの伝統的風景画をイングランドに紹介することに大きな役割を果たした。そのうちの数点は油彩画に使用するための習作で、実際に肖像画の背景として油彩で描き直されているものもある。しかしながら、多くの風景画には署名と日付があることから、完成品でありちょっとした贈り物用として描かれたのではないかと考えられている。イースト・サセックスの小さな町ライを描いた風景画にはヨーロッパ大陸へと向かう船と港の詳細な描きこみがなされており、この風景画をよりよい作品にするために望ましい風や波を待っている間の時間つぶしとして細かく描きこんだのではないかと考えられている。
ヴァン・ダイクの作品の中には、イエズス会の宣教師であるフランシスコ・ザビエルが、豊後府内（現在の大分市中心部）での布教の際に、豊後国を治めていた戦国大名である大友宗麟に謁見する姿を想像して描いたとされる「豊後大名大友宗麟に拝謁する聖フランシスコ・ザビエル」がドイツ・ヴァイセンシュタイン城シェーンボルン伯爵コレクションに残っている。

## 銅版画

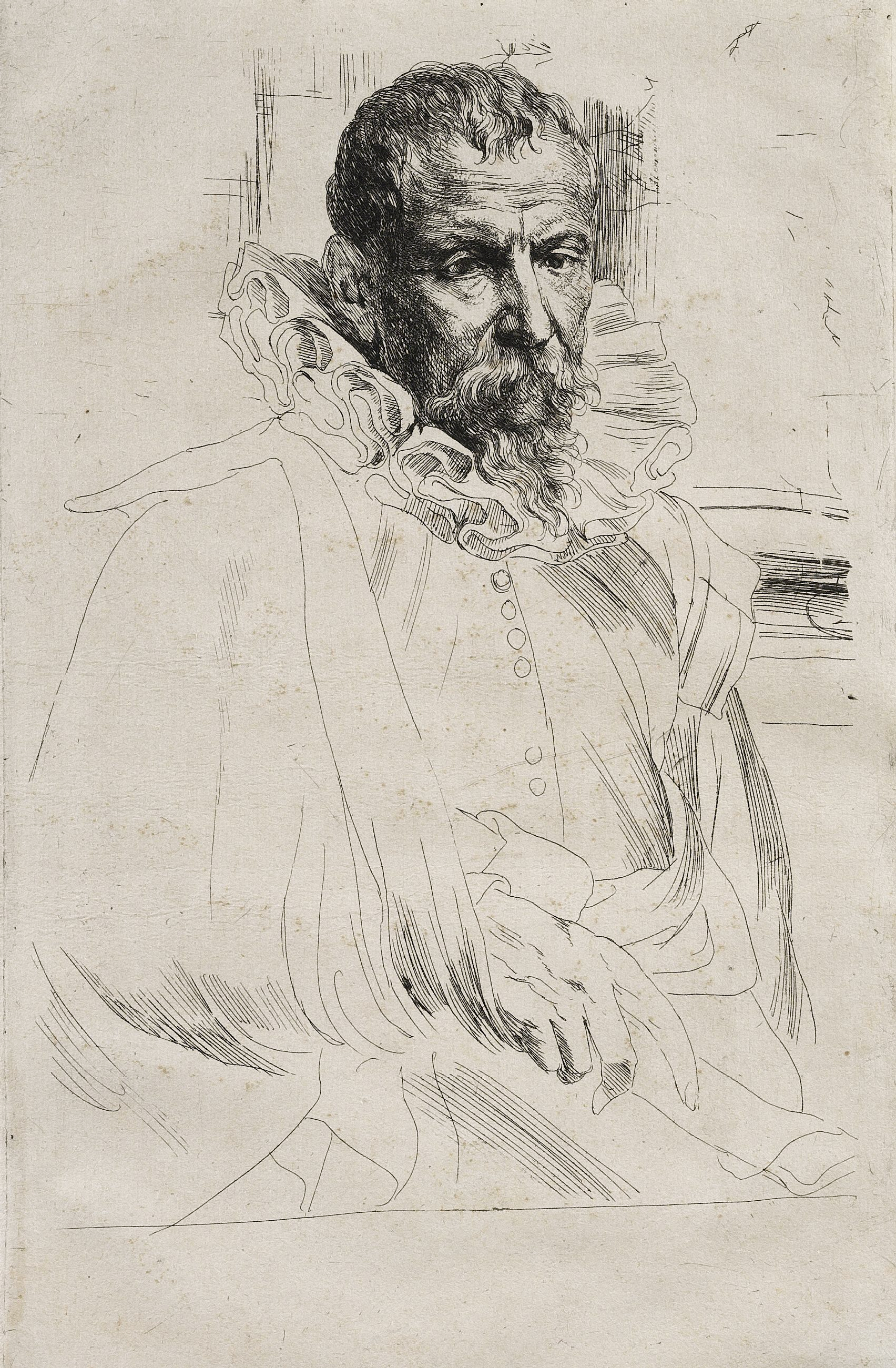
『アイコノグラフィ』からピーテル・ブリューゲル（子）のエッチング

当時の著名人たちの半身像の大規模な『アイコノグラフィ』と呼ばれる銅版画の制作をヴァン・ダイクが始めたのは、おそらくイタリアからアントウェルペンへと戻ったときからとされている。ヴァン・ダイクが下絵を描き、自ら18点の肖像の頭部をエッチングで、身体の輪郭をエングレービングでそれぞれ制作し始めた。「エッチングによる肖像は当時もそれ以前もほとんどなく、ヴァン・ダイクの作品において突然に芸術的価値のある優れた作品が制作された」
しかしながら、この肖像銅版画をヴァン・ダイク自身で完成させることはなく、残りはすべて銅版画の専門家の手にゆだねている。ヴァン・ダイク自らがエッチングを施した銅版画はヴァン・ダイクが死去するまで商業出版されず、生前に制作された銅版画は極めて希少な作品となっている。ヴァン・ダイクは『アイコノグラフィ』の制作を少なくともイングランドへ移住するまでは継続しており、イングランドの建築家イニゴー・ジョーンズの肖像はおそらくロンドン滞在時に追加されたものである。
『アイコノグラフィ』は大きな成功を収めたが、この連作のみがヴァン・ダイクが手がけた銅版画作品である。ヴァン・ダイクにとっては、おそらく肖像油彩画のほうが収入が上であり肖像画の制作依頼は途絶えることがなかった。1641年に死去したときに残っていた銅版画原版は80枚で、そのうち52枚が芸術家の肖像（18枚がヴァン・ダイク自身の肖像）、18枚が芸術家以外の人物の肖像だった。この原版は出版業者に売却され、その後数世紀にわたってこの原版を使用した版画が出版された。原版は経年使用とともに摩滅するため定期的に改訂されており、さらに後世の版画家によって新たに肖像が加えられて、18世紀の終わりには200点以上の肖像版画が制作されている。1851年にはこれらの原版がルーヴル宮殿に購入された。
『アイコノグラフィ』は銅版画の大量生産モデルに大きな影響を与えた。現在では銅版画による肖像の存在はほぼ忘れられているが、写真技術が発明されるまではもっとも大衆の目にふれることに寄与した肖像芸術だった。「この一連の銅版画による肖像の重要性はとても大きなもので、それまで肖像画家によって独占されていた人物肖像を、その後200年以上にわたってヨーロッパ中に普及することに多大な役割を果たした」といわれている。ヴァン・ダイクの優れたエッチング技術は線と点の高度な組合せによるもので、同時代の優れた肖像画家たち、例えばレンブラントの銅板画肖像とも一線を画す出来だった。ヴァン・ダイクの銅版画の影響力は時代とともに徐々に弱まっていったとはいえ、19世紀の芸術家ホイッスラーの後期の肖像銅板画にも多大な影響を与えている。20世紀のアメリカ人美術史家で、メトロポリタン美術館のキュレーターだったアルフェウス・ハイアット ・メイヤー  (en:A. Hyatt Mayor) は「エッチング版画家たちは少しでもヴァン・ダイクの見事な直截的表現に近づこうと、その銅版画作品を学び続けてきた。その一方でレンブラントの銅板肖像に見られる複雑な表現は誰からも顧みられることはなかった」と書き記している。

## ヴァン・ダイク工房

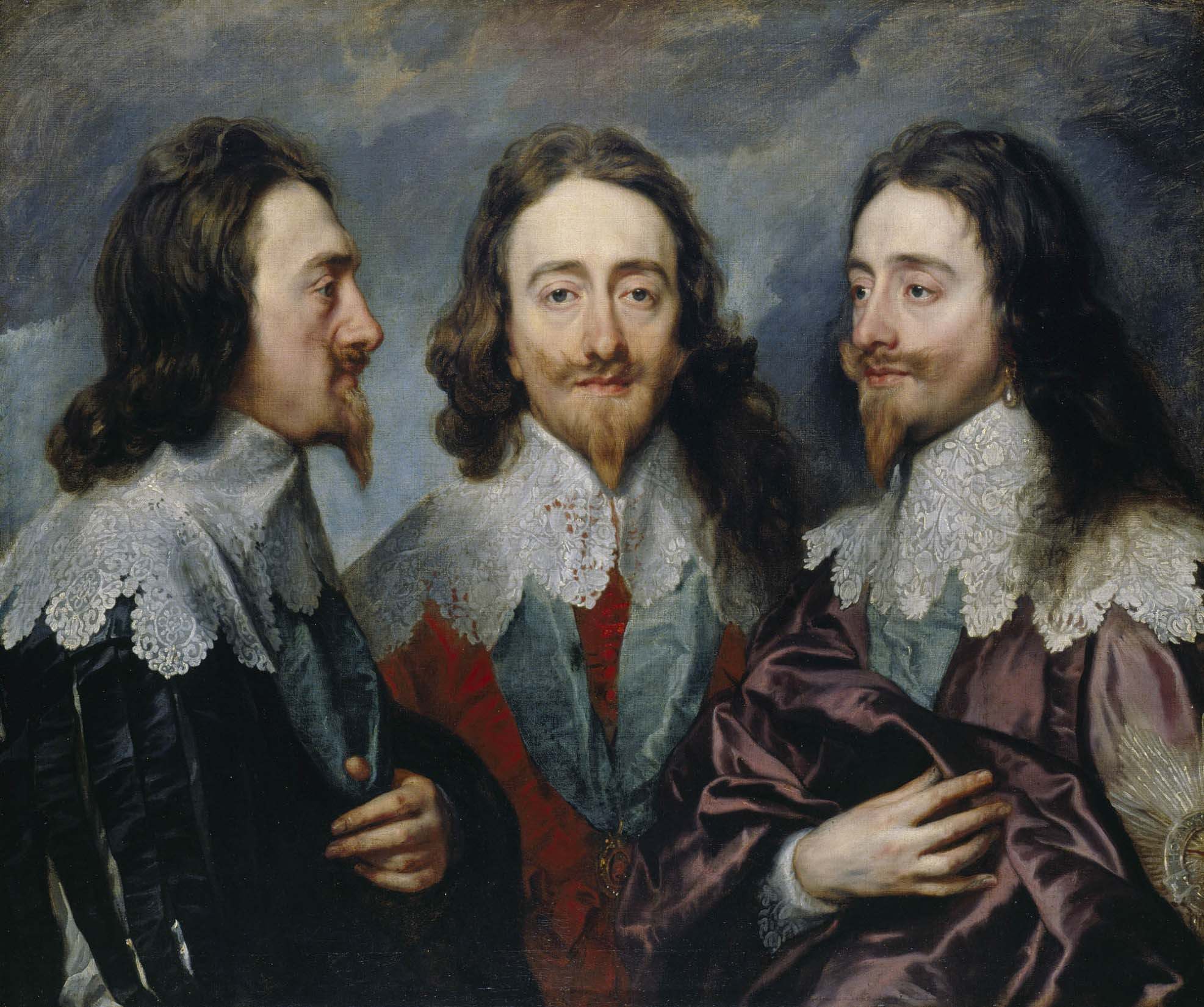
『チャールズ1世の三面肖像画』（1635年 - 1636年ごろ）
ロイヤル・コレクション
彫刻のモデルとして使用するためにローマのベルニーニへと送られた

ヴァン・ダイクは大きな成功をおさめ、持ち込まれる大量の絵画制作依頼をこなすために、ロンドンに大規模な工房を構えて絵画を量産することを余儀なくされた。そしてこの工房は「実質的に肖像画の生産工場」となっていった。当時のこの工房の訪問者の記録によると、ヴァン・ダイクは紙に下絵を描き、弟子がその下絵をキャンバスに拡大して写した後にヴァン・ダイクが人物の頭部だけを描いた。衣服は工房では描かれず、衣服専門の絵画工房へと送って仕上げられたとなっている。ヴァン・ダイク最晩年の数年間には、このようなほかの工房との共同作業が作品の品質低下の要因となったこともあった。ほとんど、あるいは全くヴァン・ダイクが制作に関与していない絵画作品が工房で制作されることもあり、贋作者や後世の別の画家の作品がヴァン・ダイクの真作であるとして取引されることもあった。レンブラントやティツィアーノといった有名画家と同様に、19世紀になるころにはヴァン・ダイク作とされていた絵画は膨大な数にのぼっている。しかしながらヴァン・ダイクの弟子や贋作者たちは洗練されたその作風に近づくことは出来てはおらず、他の巨匠たちの作品に比べると見極めは容易で、現代の美術史家たちの間でもヴァン・ダイクの作品をめぐっての真贋論争は起きていない。美術館でもヴァン・ダイクの作品を他の画家による作品であると認定する「画家の再特定」はほとんど発生していないが、カントリー・ハウスが所蔵しているヴァン・ダイクの作品の中には真贋がはっきりしていない場合もある。
ヴァン・ダイクの弟子の名前はあまり伝わっていないが、現在判明している数少ない弟子はオランダやフランドルの出身者である。当時のイングランドにはフランドルと同等の画家育成環境は存在しておらず、ヴァン・ダイクもフランドルで基礎修行を積んだ弟子を好んで採用していた。オランダ人画家アドリアン・ハンネマン（1604年 - 1671年）は1638年に出身地のデン・ハーグへ帰郷し、肖像画家として大成している。ヴァン・ダイクがイングランド美術界に与えた大きな影響は、自身の弟子たちではなく、ヴァン・ダイクの工房とは無関係な画家たちによって継承されていったのである。

## ヴァン・ダイクにちなむ慣用表現など
- ヴァン・ダイクは多くの男性肖像画、とくにチャールズ1世と自身の肖像画を、当時流行していた短く先のとがった髭をたくわえた姿で描いた。これにちなんでこのようなひげのことを「ヴァン・ダイク髭（英語版）」と呼ぶことがある[注 4]。
- ジョージ3世治世下のイングランドでは「騎士党」風の華美な装束のことを「ヴァン・ダイク」と呼んでいた。トマス・ゲインズバラの『青い服の少年』（1770年、ハンティントン・ライブラリー）に描かれている少年の衣装が「ヴァン・ダイク」の典型である。
- 油絵具の「ヴァンダイクブラウン」（#905740）はヴァン・ダイクにちなんで名づけられた顔料で、写真の初期の現像工程にも「ヴァンダイクブラウン（英語版）」の顔料が使用された。
- その他、ヴァン・ダイクにちなむ人名や場所が多く存在する。

## コレクション
ほとんどの国際的に有名な美術館にはヴァン・ダイクの作品が少なくとも1点は所蔵されている。しかしながらもっとも傑出したヴァン・ダイクのコレクションを誇るのはイギリス王室のロイヤル・コレクションであり、ヴァン・ダイクが描いたイングランド王族の肖像画を多く所蔵している。その他では、ナショナル・ギャラリー（ロンドン）に14点、プラド美術館（マドリード）に25点、ルーブル美術館（パリ）に18点、アルテ・ピナコテーク（ミュンヘン）、ナショナル・ギャラリー・オブ・アート（ワシントン）、フリック・コレクション（ニューヨーク）などに、ヴァン・ダイクの各時代の主要な肖像画が収められている。
近年ではロンドンのテート・ブリテンが2009年に「ヴァン・ダイクとブリテン」というヴァン・ダイクの作品の大規模な展覧会を開催している。

## ギャラリー

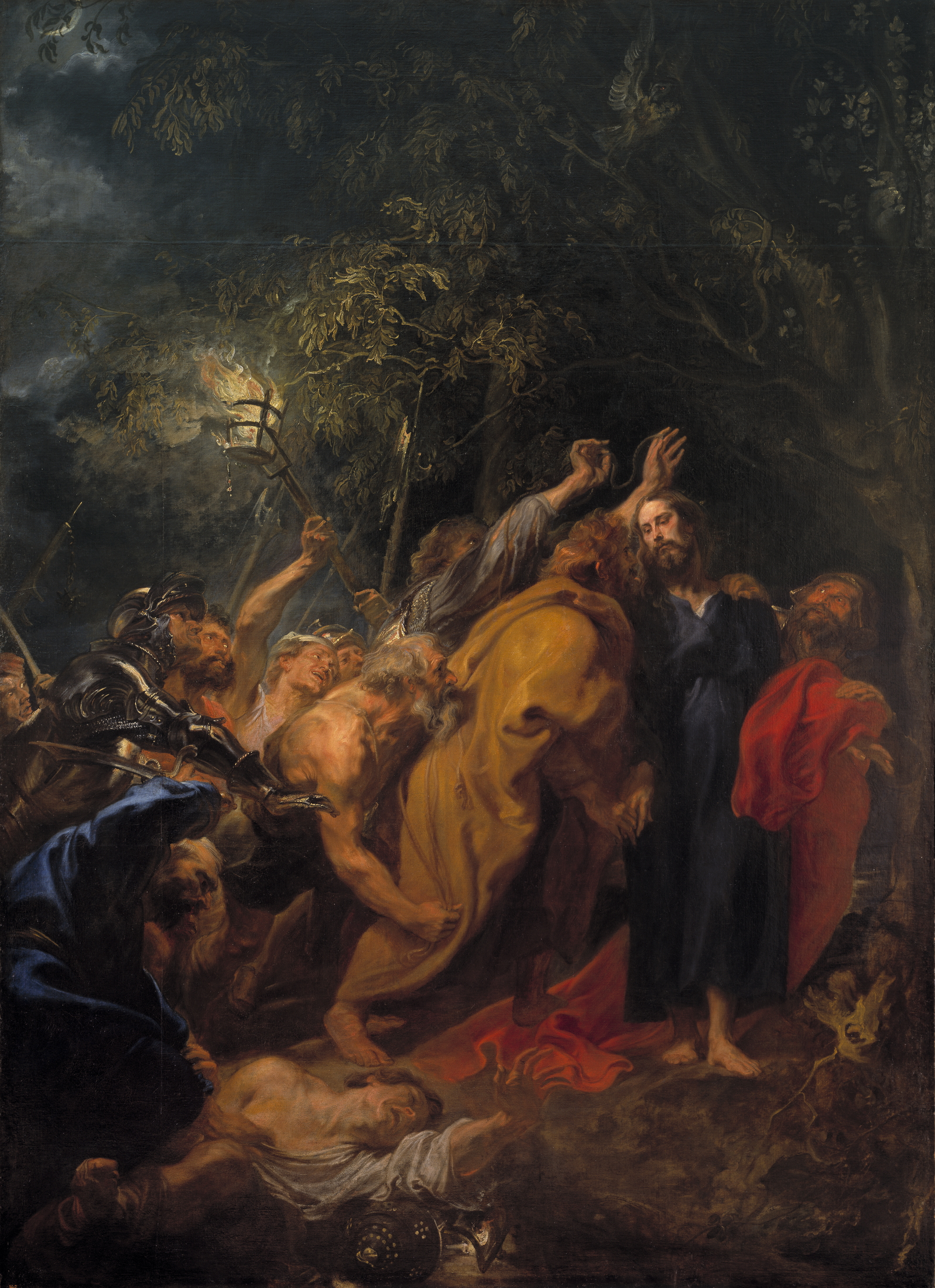
『キリストの捕縛』(1620年ごろ) プラド美術館所蔵 (マドリード)
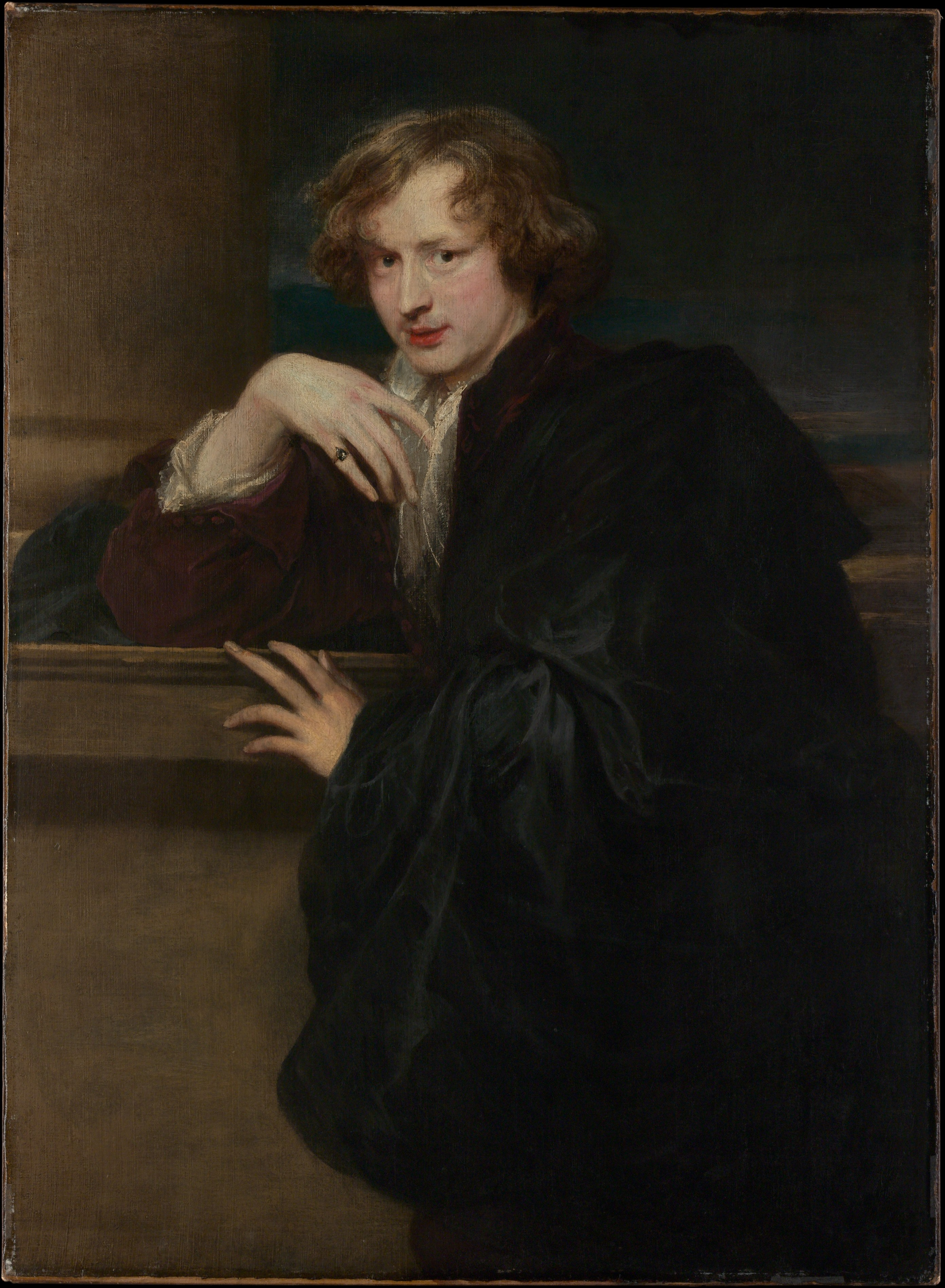
『自画像』（1620年–1621年ごろ） メトロポリタン美術館所蔵（ニューヨーク）
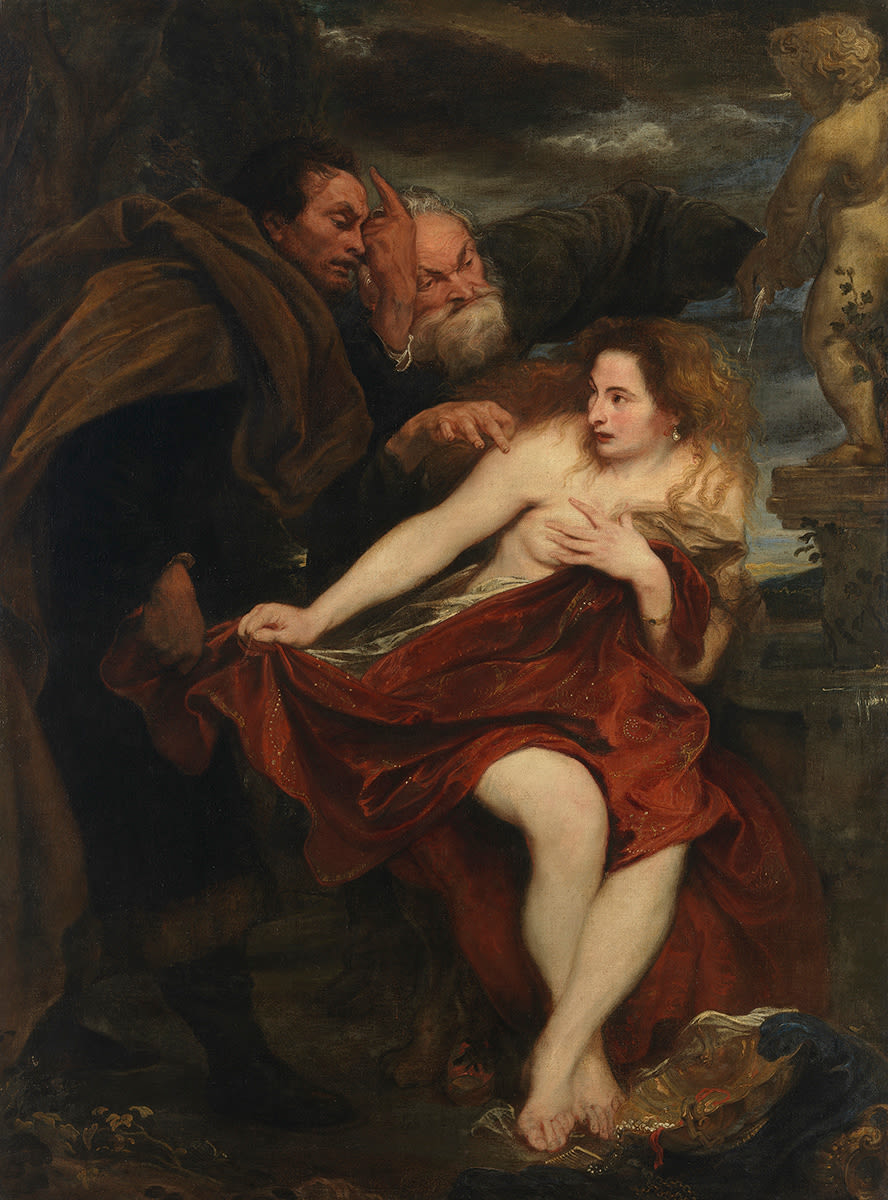
『スザンナと長老たち』（1621年–1622年ごろ） アルテ・ピナコテーク所蔵（ミュンヘン）
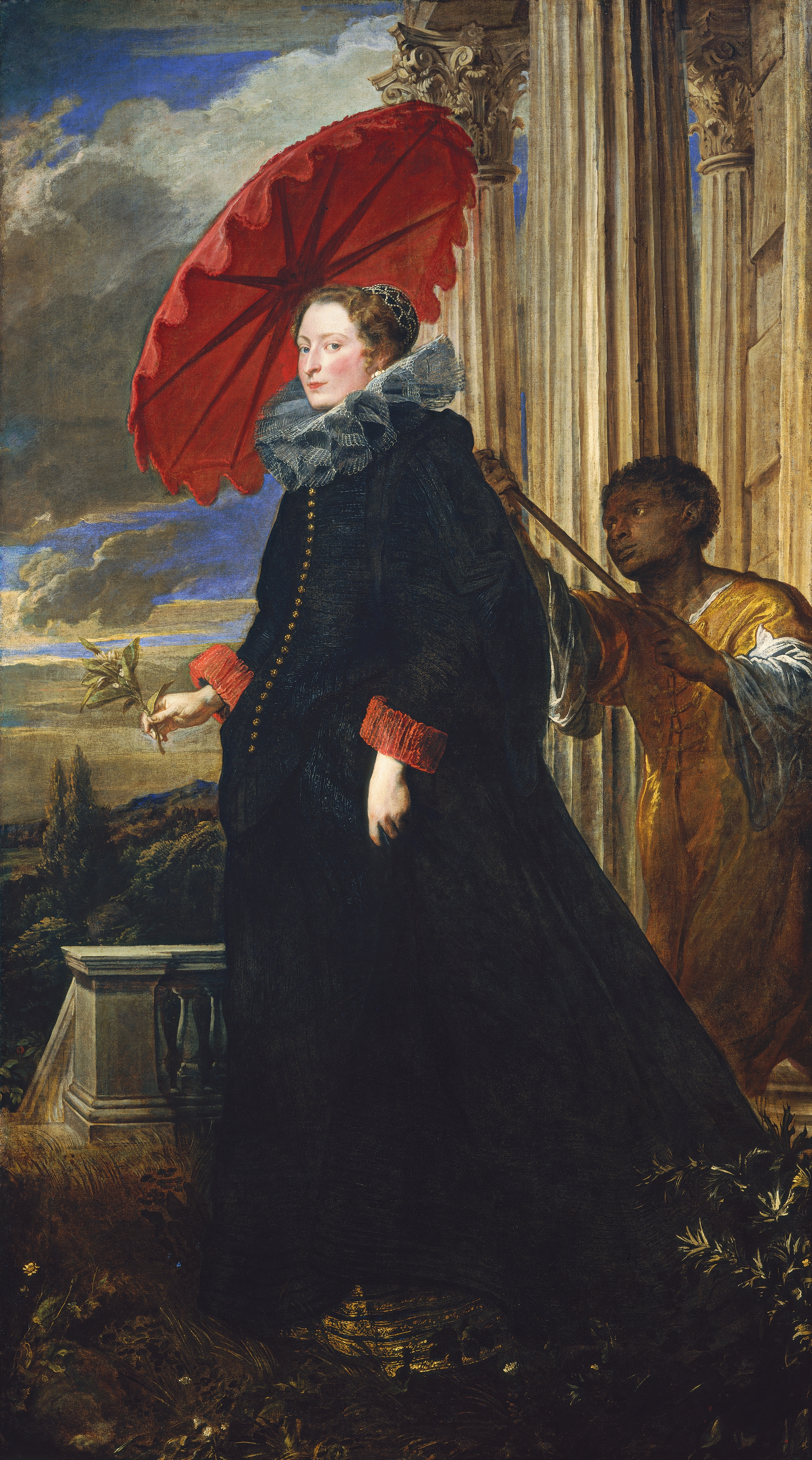
『エレーナ・グリマルディの肖像』（1623年） ナショナル・ギャラリー・オブ・アート所蔵（ワシントン）
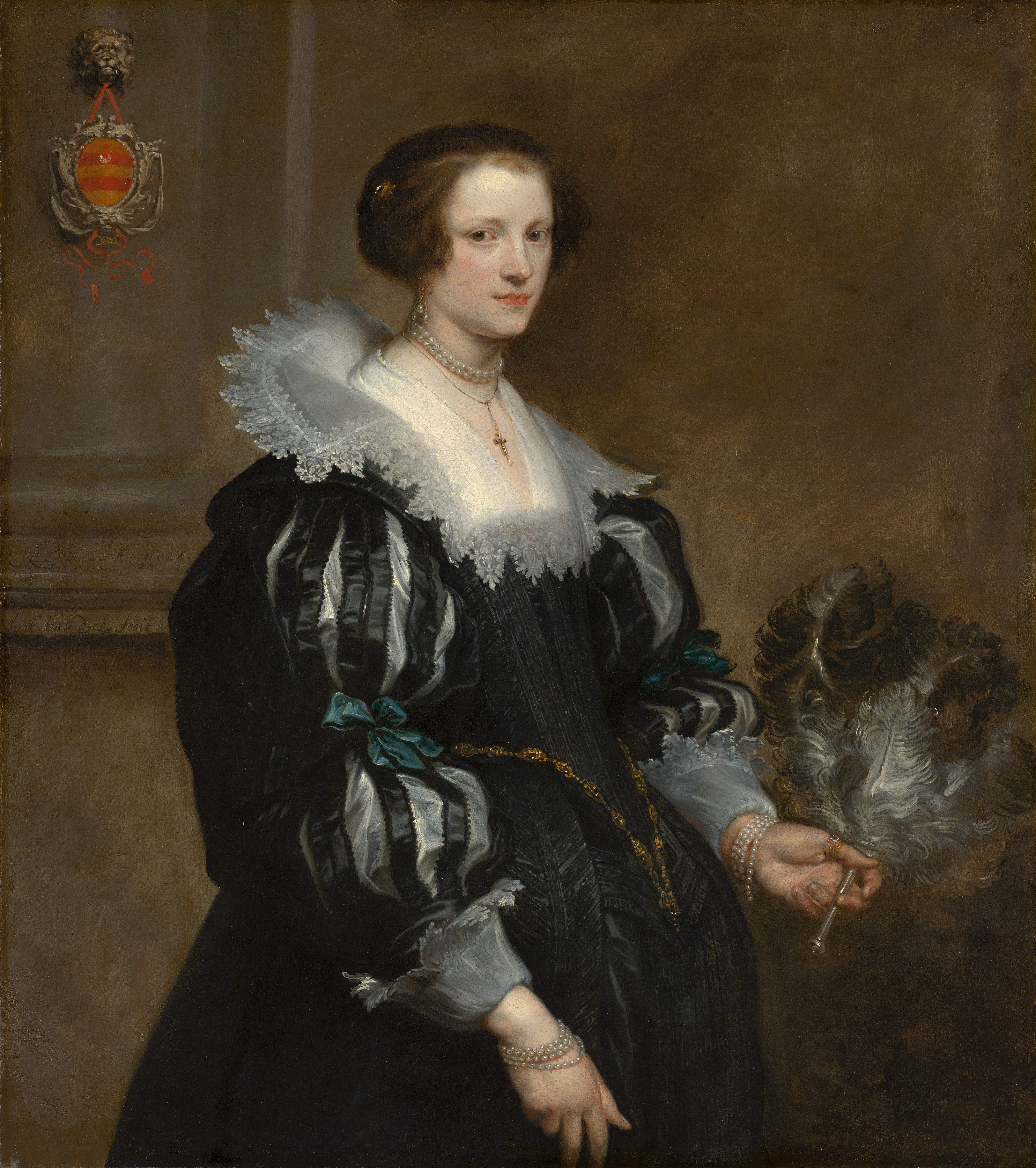
『アンナ・ウェイクの肖像』（1628年） マウリッツハイス美術館所蔵（デン・ハーグ）
『ピエタ』（1628年から1629年の間） アントウェルペン王立美術館所蔵（アントウェルペン）
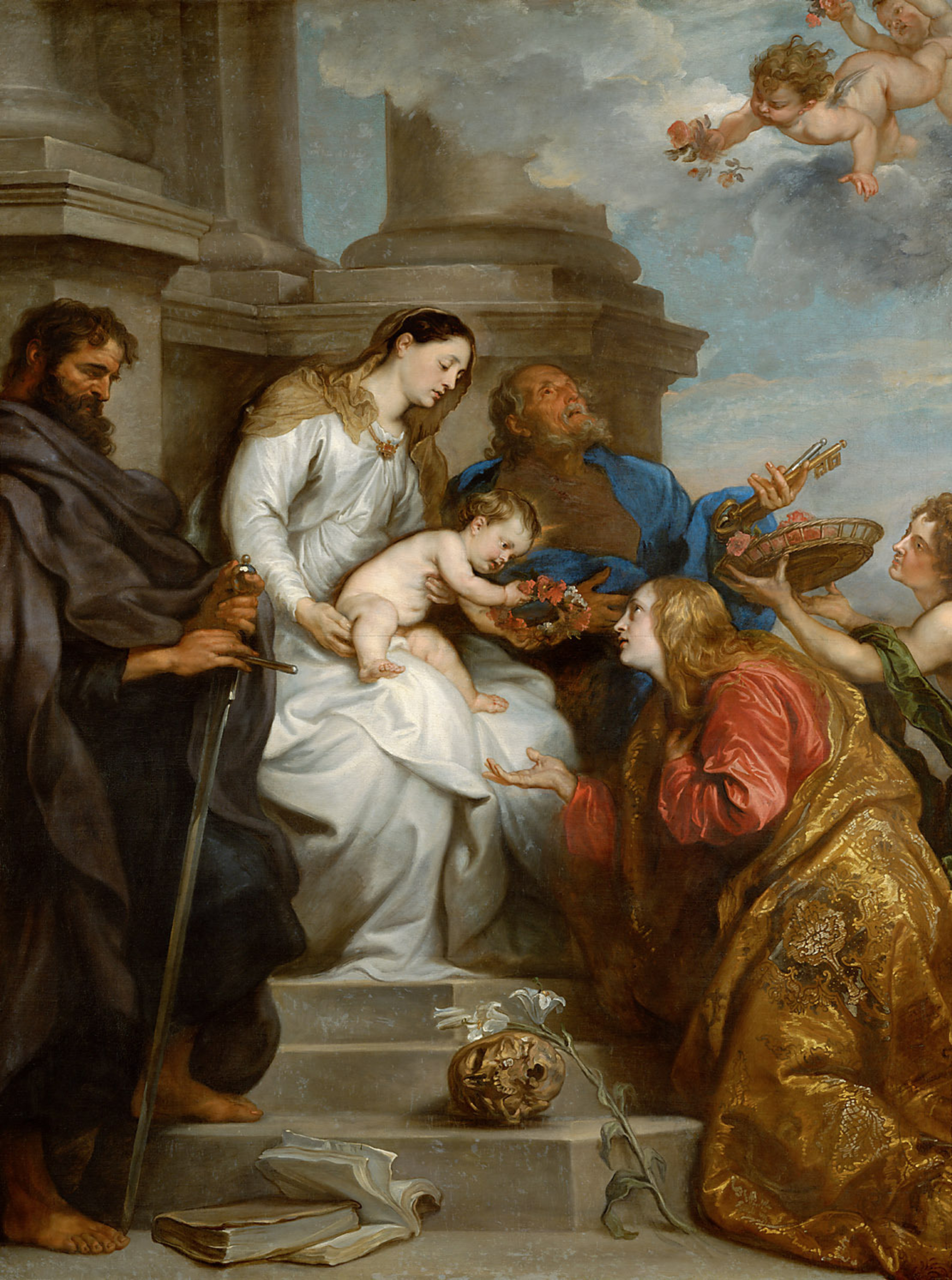
『聖ロザリアの戴冠』（1629年） 美術史美術館所蔵（ウィーン）
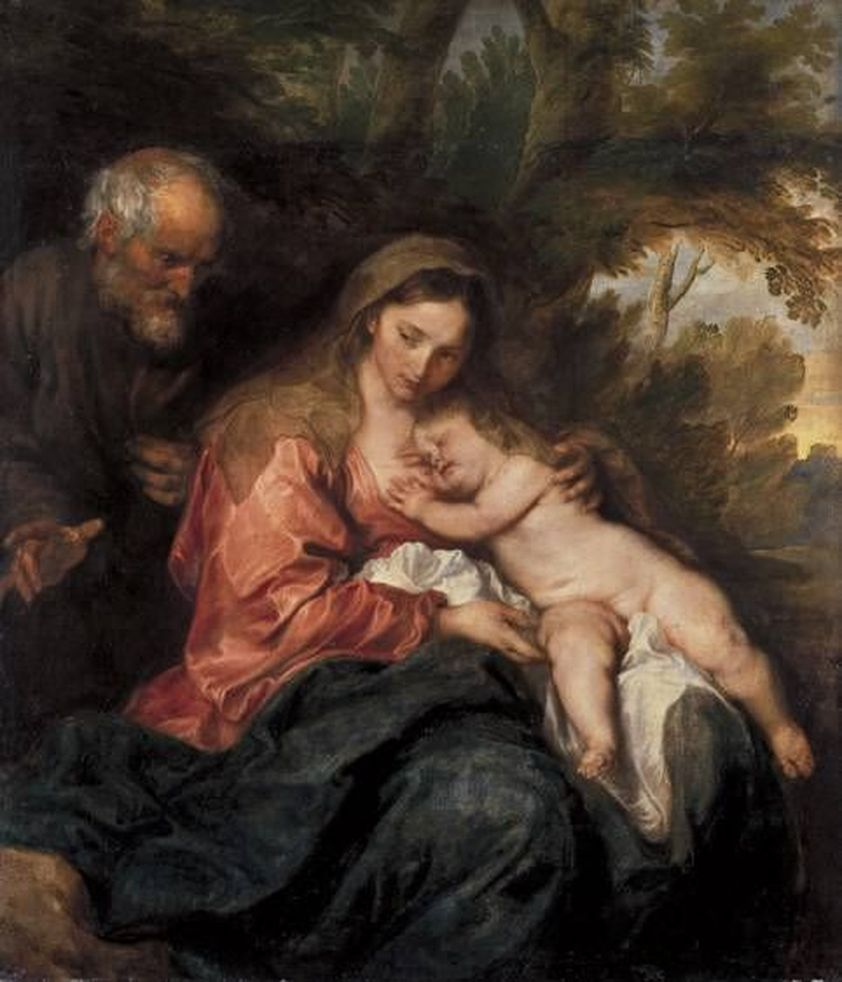
『エジプトへの逃避途上の休息』（1630年ごろ） アルテ・ピナコテーク所蔵（ミュンヘン）
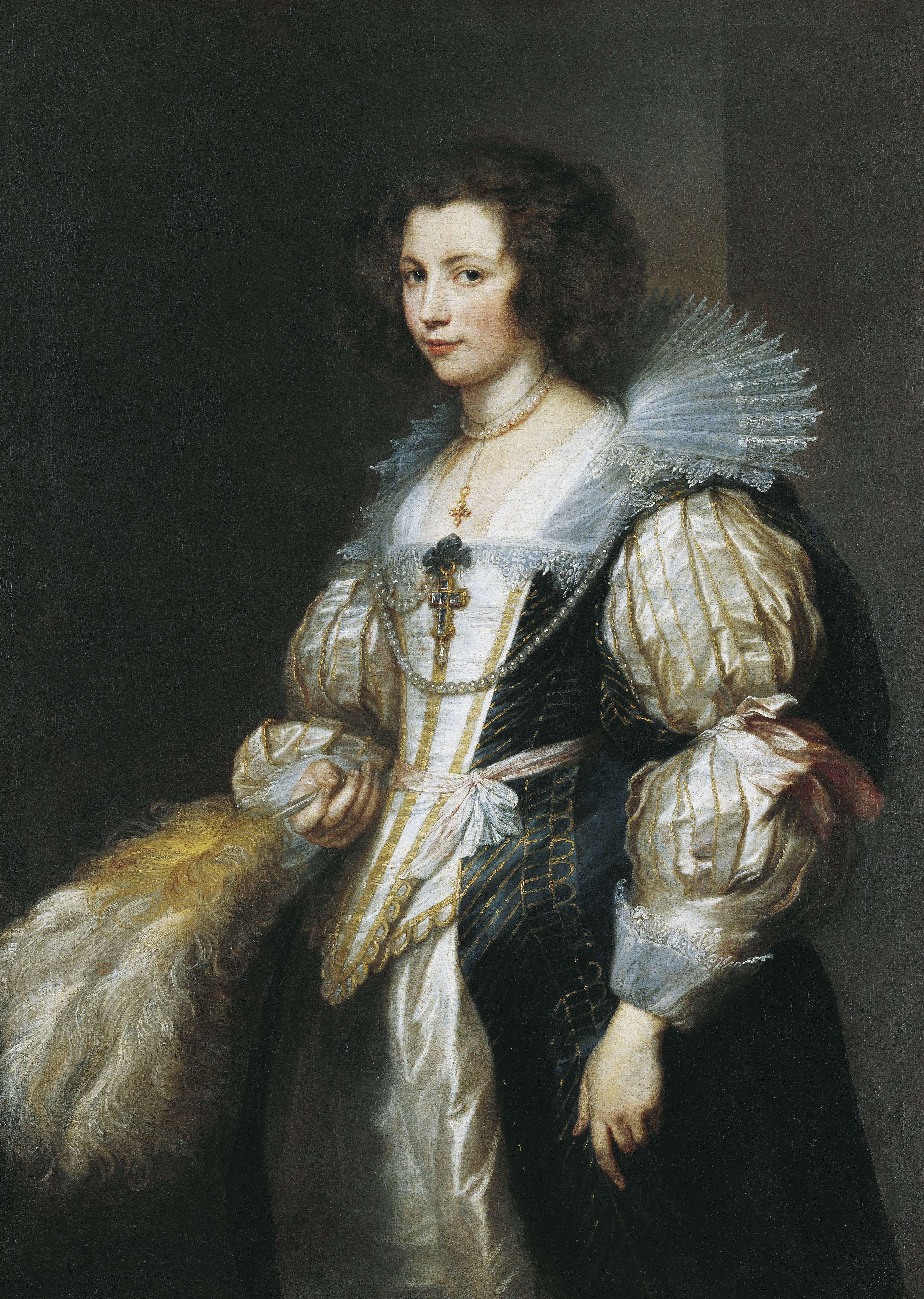
『マリー＝ルイーズ・デ・タシスの肖像』（1630年） リヒテンシュタイン絵画館所蔵（ファドゥーツ）
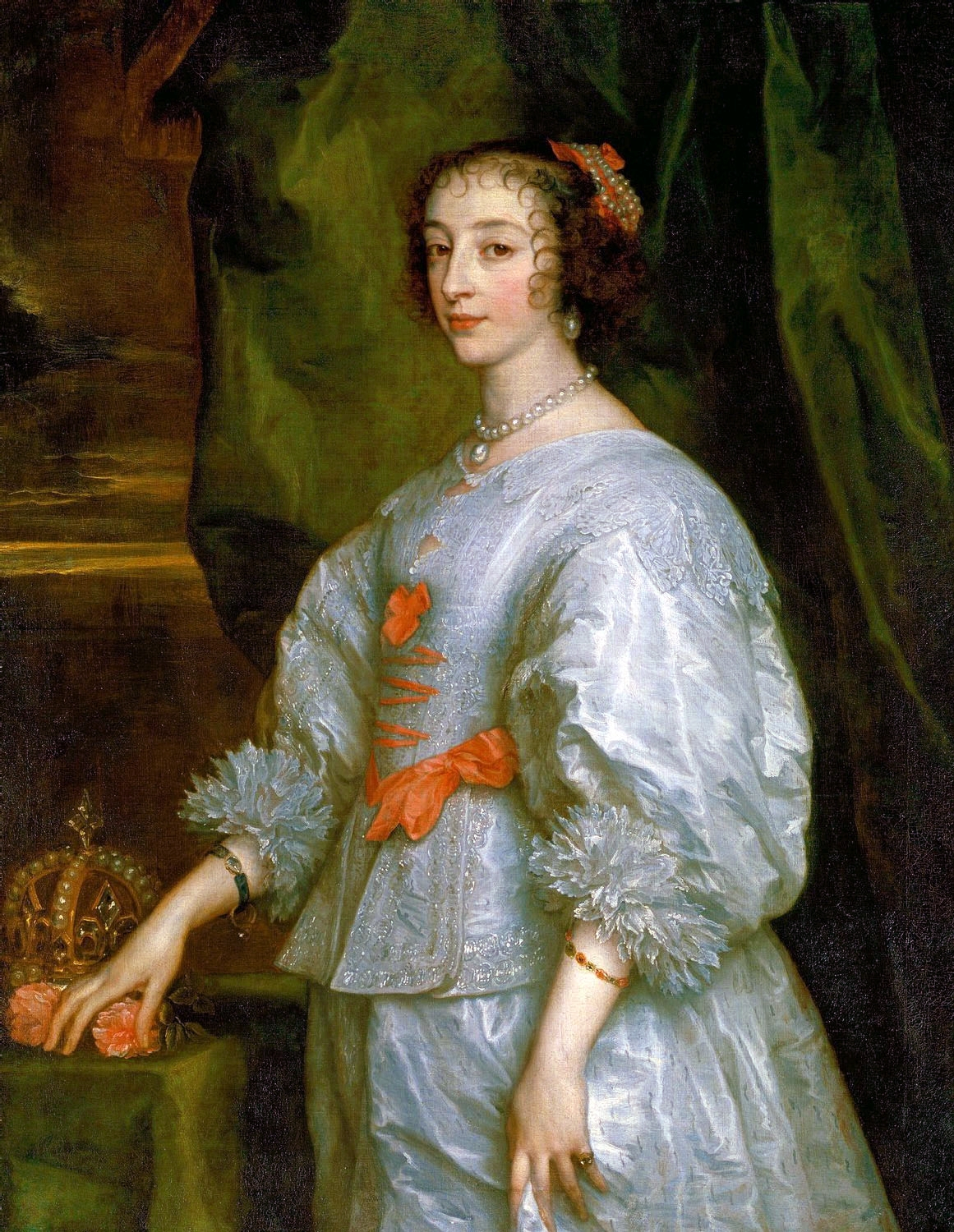
『英国王妃ヘンリエッタ・マリアの肖像』（1632年） ロイヤル・コレクション所蔵
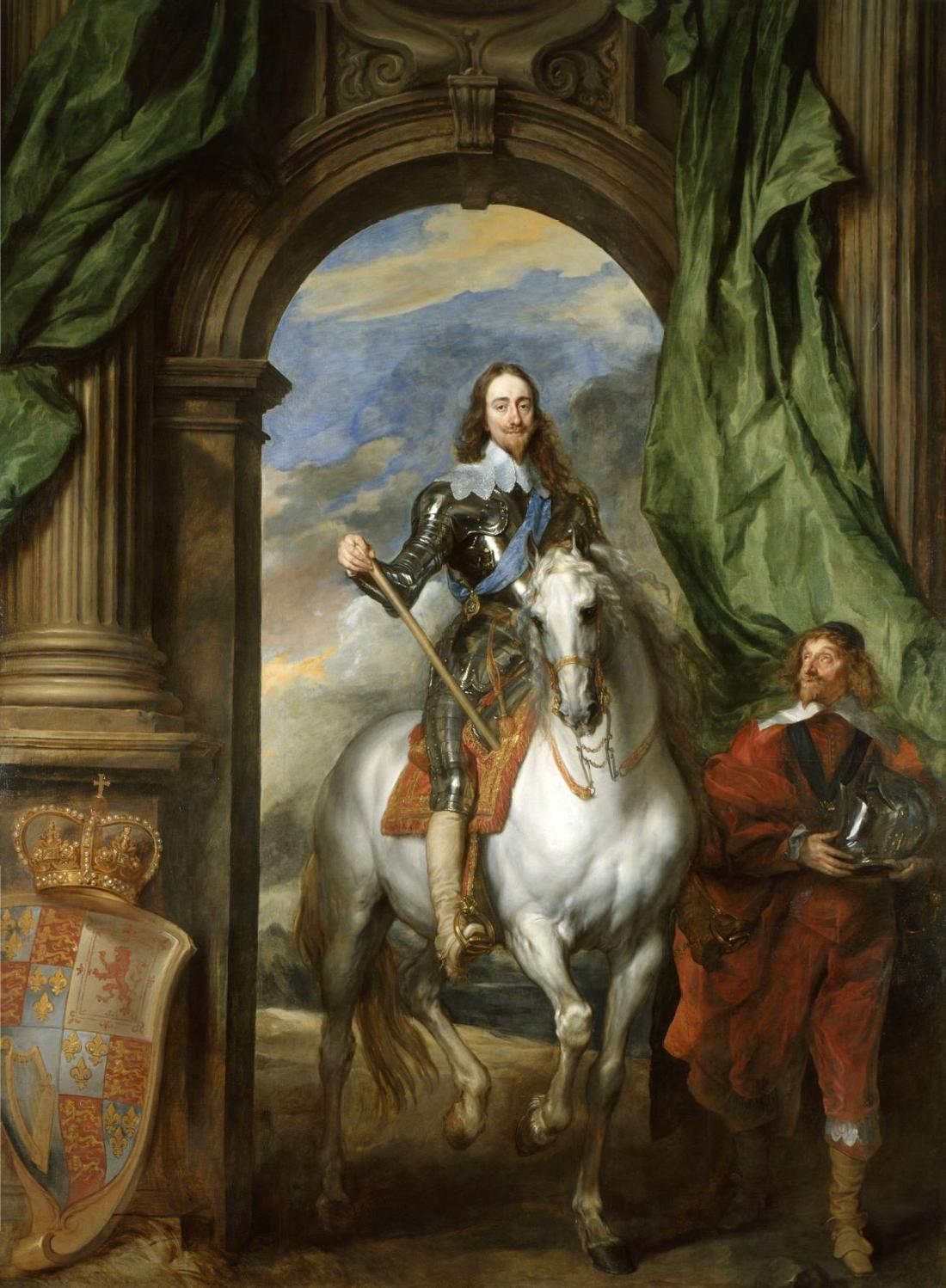
『馬上のチャールズ1世とサン・アントワーヌの領主の肖像』（1633年） ロイヤル・コレクション所蔵
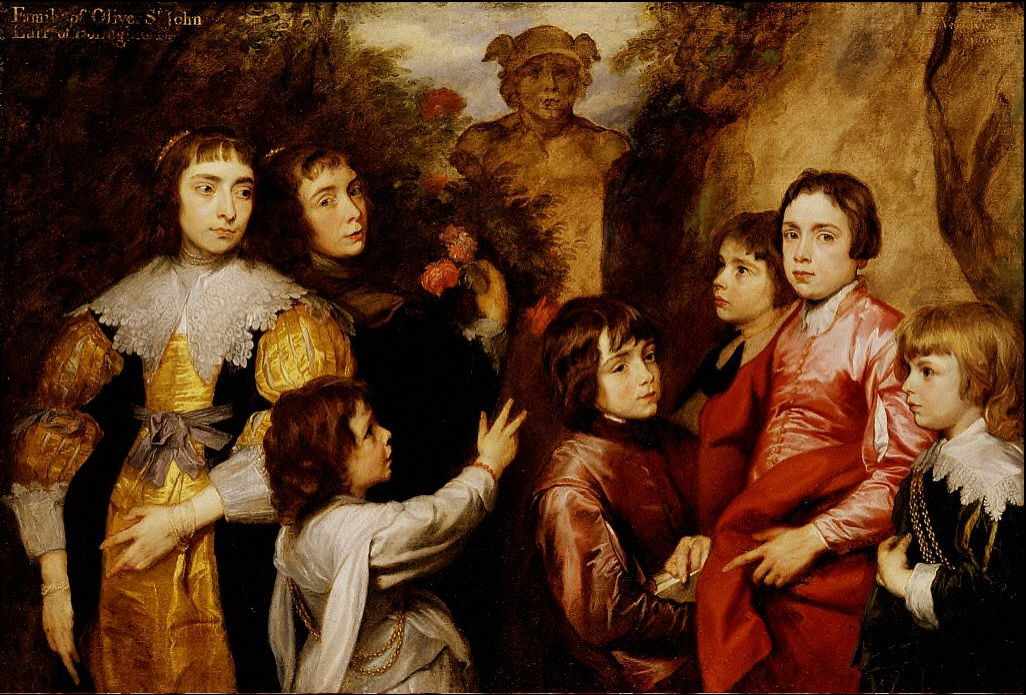
『ある家族の肖像』（1634年 - 1635年） デトロイト美術館所蔵（デトロイト）
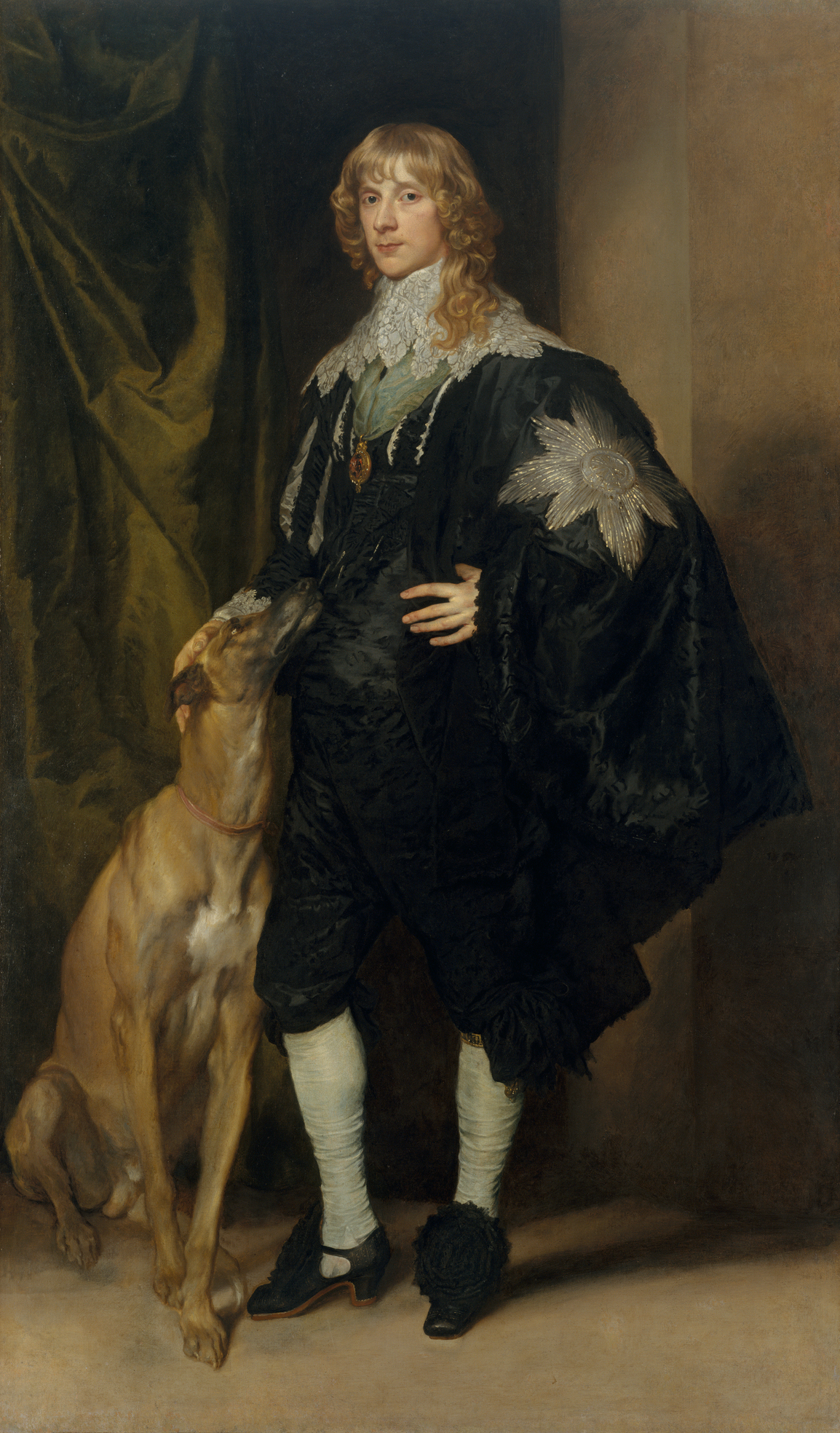
『リッチモンド公ジェームス・ステュアートの肖像』（1637年ごろ） メトロポリタン美術館所蔵（ニューヨーク）
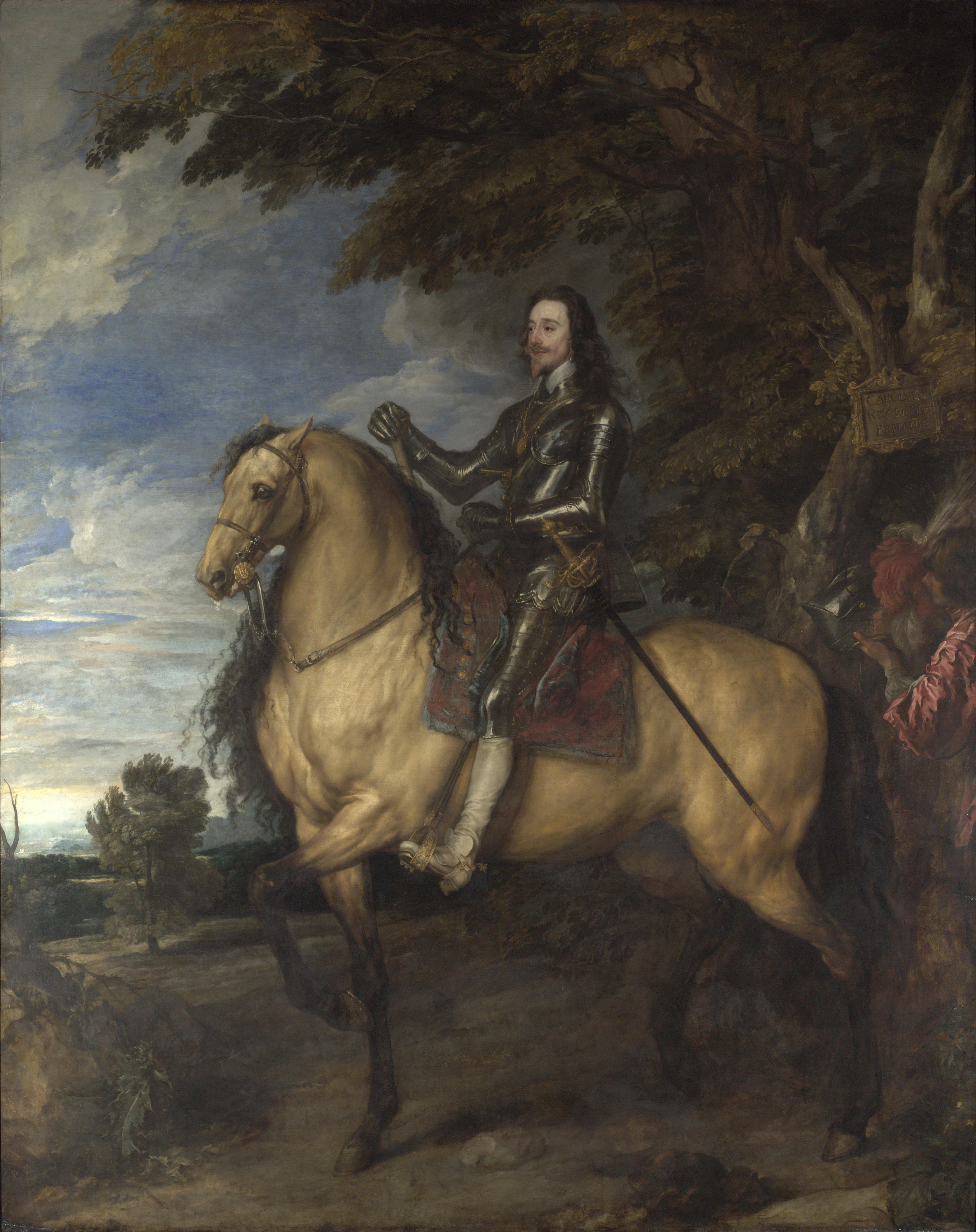
『チャールズ1世騎馬像』（1637年 - 1638年ごろ） ナショナル・ギャラリー所蔵（ロンドン）
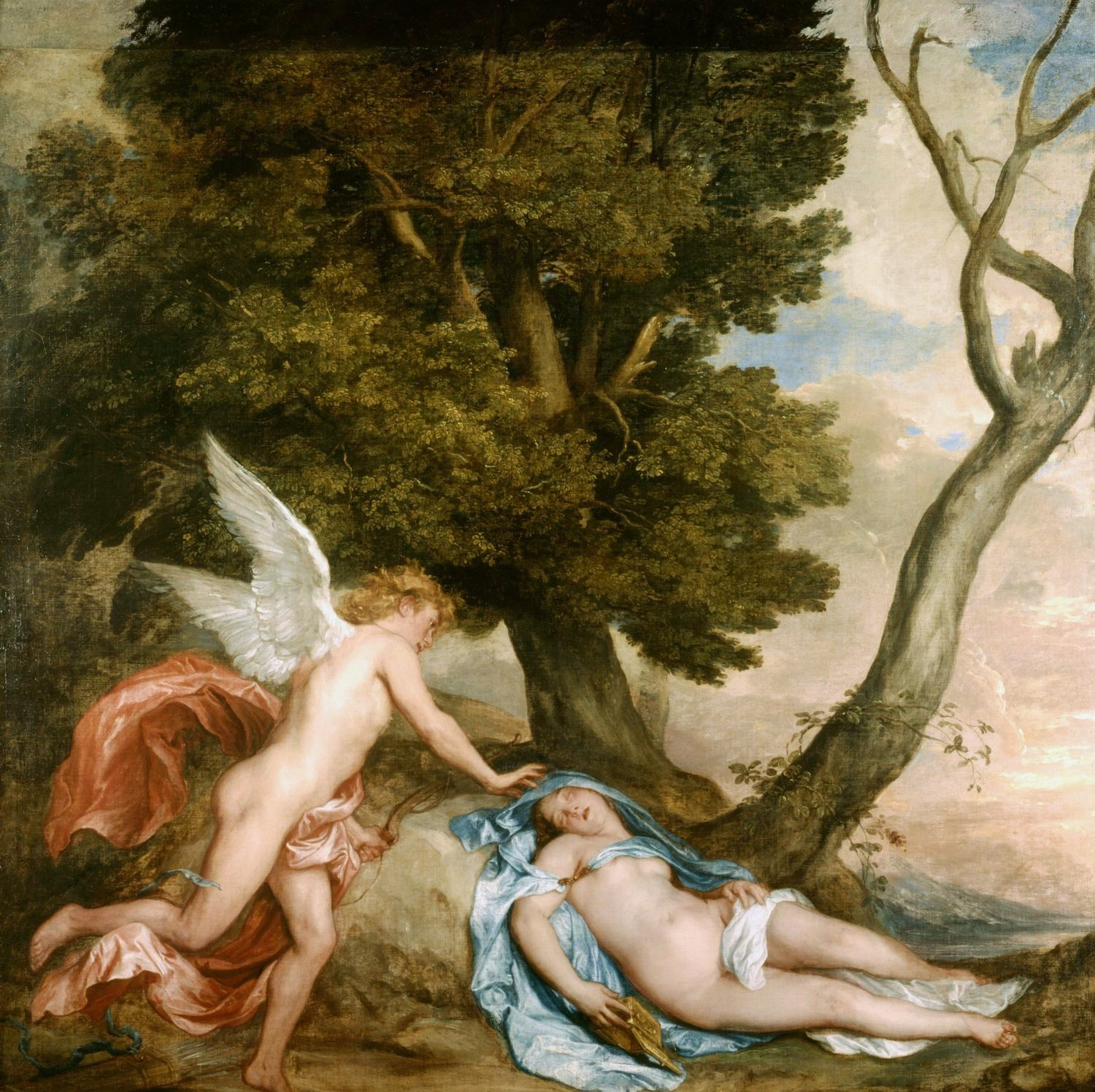
『キューピッドとプシュケ』（1638年） ロイヤル・コレクション所蔵
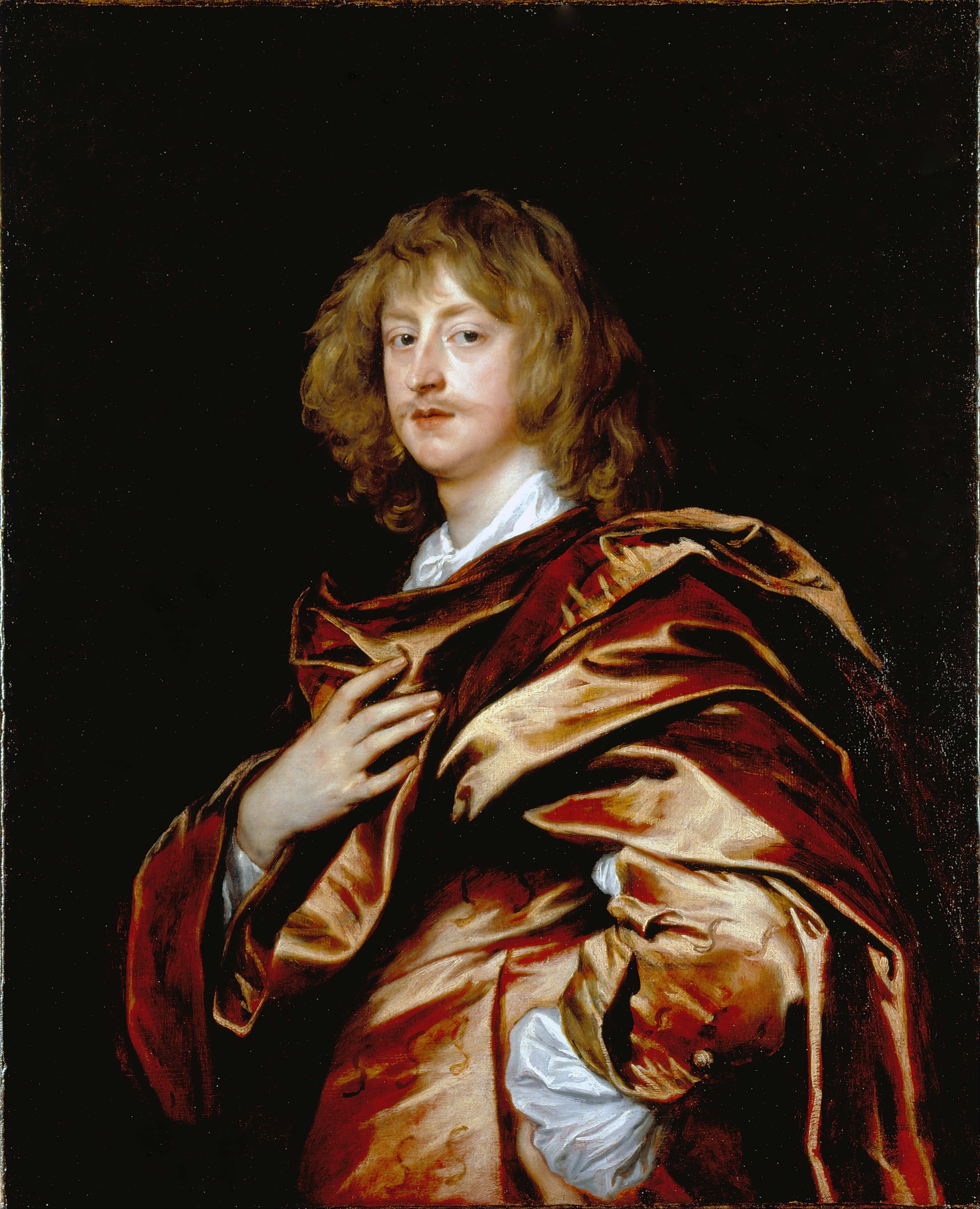
『第2代ブリストル伯ジョージ・ディグビィの肖像』（1638年 - 1639年ごろ）